# Tomás Lipán
Tomás Lipán (Purmamarca, 7 de marzo de 1948) es un cantante argentino de origen aimara. Su verdadero nombre es Tomás Ríos, pero para su vida artística y a modo de homenaje a sus ancestros, adoptó el nombre de su paraje de origen. Durante la década de 1990 fue la voz cantante de Jaime Torres, pero luego emprendió una exitosa carrera solista con la que se ha ubicado como uno de los mejores representantes de la música del norte
argentino de la actualidad.

## Trayectoria
Entre 1974 y 1977 integró el conjunto indoamericano "Sones de América", renombrado grupo folclórico de entonces, formado en la ciudad de Salta, por su hermano Domingo Ríos.
En 1980, ya como cantor solista, adopta el nombre artístico Tomás Lipán, en homenaje a sus ancestros, que vivieron precisamente en Lipán, un paraje distante 10 km del pueblo de Purmamarca.
Desde 1991 hasta fines de 1997 es invitado por el charanguista Jaime Torres para integrar su elenco artístico como Vocalista de su Grupo.
Ha realizado seis trabajos discográficos; todos en forma independiente: "El Canto de Purmamarca" vol. I (1985); "El Canto de Purmamarca" vol. II (1987); "...Desde Jujuy" (1994); "Amor y Albahaca" (l998); "Canto Rojo" (1999); "Cautivo de Amor" (2002); "Sikureros" (2009); "Retumbos" (2010) y "Zambas Argentinas" (2011); los tres del medio editados por Epsa music. Cuenta además con un video arte documental "Siglos... con la garganta del alma". Además, creó el sello UKIA, que cuenta para la fecha con 26 títulos
Ha cantado en distintos escenarios nacionales, también en países vecinos, al igual que en las ciudades internacionales de Miami, Londres, Cuzco y Berlín. También en Japón, Australia, Singapur, Malasia e Indonesia, países estos donde fue invitado por el maestro Jaime Torres.
Entre sus últimas actuaciones se destacan las realizadas en el Teatro Argentino de La Plata, en el Teatro Astros (Buenos Aires), en el Teatro Carlos Carella (Buenos Aires), donde realizó, con singular éxito, un ciclo durante los meses de septiembre, octubre y noviembre de 2003, presentando su espectáculo "Cautivo de Amor", y recientemente en el Tantanakuy de Humahuaca y en el Americanto de la ciudad de Mendoza.
Como actor, En el otoño de 2005 personificó al ciego en la película El destino de Miguel Ángel Pereira, estrenada en 2007. En Nacido y criado de Pablo Trapero, estrenada en octubre de 2006, su interpretación cacique le valió la nominación para los premios Cóndor de Plata (2007) como actor masculino revelación. 
Tomás Lipán, es en uno de los exponentes más representativos de la expresión cultural de su provincia, como así también una de las destacadas figuras artísticas del folclore nacional.

## Obra
| Título                         | Año  | Compañía |
| ------------------------------ | ---- | -------- |
| El Canto de Purmamarca vol. I  | 1985 | Ukia     |
| El Canto de Purmamarca vol. II | 1987 | Ukia     |
| Desde Jujuy                    | 1994 | Ukia     |
| Amor y Albahaca                | 1998 | Ukia     |
| Canto Rojo                     | 1999 | Ukia     |
| Cautivo de Amor                | 2002 | Ukia     |
| Ramo de Luna                   | 2006 | Ukia     |
| Sikurero                       | 2007 | Ukia     |
| Retumbos                       | 2009 | Ukia     |
| Dos En Uno (Recopilatorio)     | 2010 | Ukia     |
| Zambas Argentinas              | 2011 | Ukia     |

| Título          | Año  | Director             |
| --------------- | ---- | -------------------- |
| Nacido y criado | 2006 | Pablo Trapero        |
| El destino      | 2007 | Miguel Ángel Pereira |

| Título                          | Año | Director |
| ------------------------------- | --- | -------- |
| El pueblo de la memoria perdida |     |          |

| Premio                  | Categoría            | Película        | Resultado |
| ----------------------- | -------------------- | --------------- | --------- |
| Premios Cóndor de Plata | Revelación masculina | Nacido y criado | Nominado  |